# Adam Scott (Golfspieler)
Adam Derek Scott AM (* 16. Juli 1980 in Adelaide, Australien) ist ein australischer Profigolfer. Er war 2005 der jüngste Spieler unter den Top 10 der Golfweltrangliste.

## Werdegang
In seiner ersten vollen Saison auf der European Tour 2001, gewann Scott bereits sein erstes Turnier, in den nächsten Jahren folgten weitere Siege. Auch auf der nordamerikanischen PGA TOUR war Scott gleich erfolgreich und holte sich in den ersten drei Saisonen, 2003 bis 2005, schon vier Titel. Seit 2006 spielt er fast ausschließlich auf der PGA Tour. Im November 2006 gelang Scott der bislang größte Erfolg, mit dem Gewinn der TOUR Championship, dem hochdotierten, exklusiven Abschlussturnier der PGA Tour. Im Februar 2008 gewann Scott die Qatar Masters zum zweiten Mal und stellte mit seiner Schlussrunde von 61 Schlägen (11 unter Par) einen neuen Platzrekord und eine persönliche Bestleistung auf.
Scott vertrat sein Heimatland im WGC-World Cup 2002 und war im Internationalen Team beim Presidents Cup 2003, 2005, 2007, 2009, 2011 und 2013.

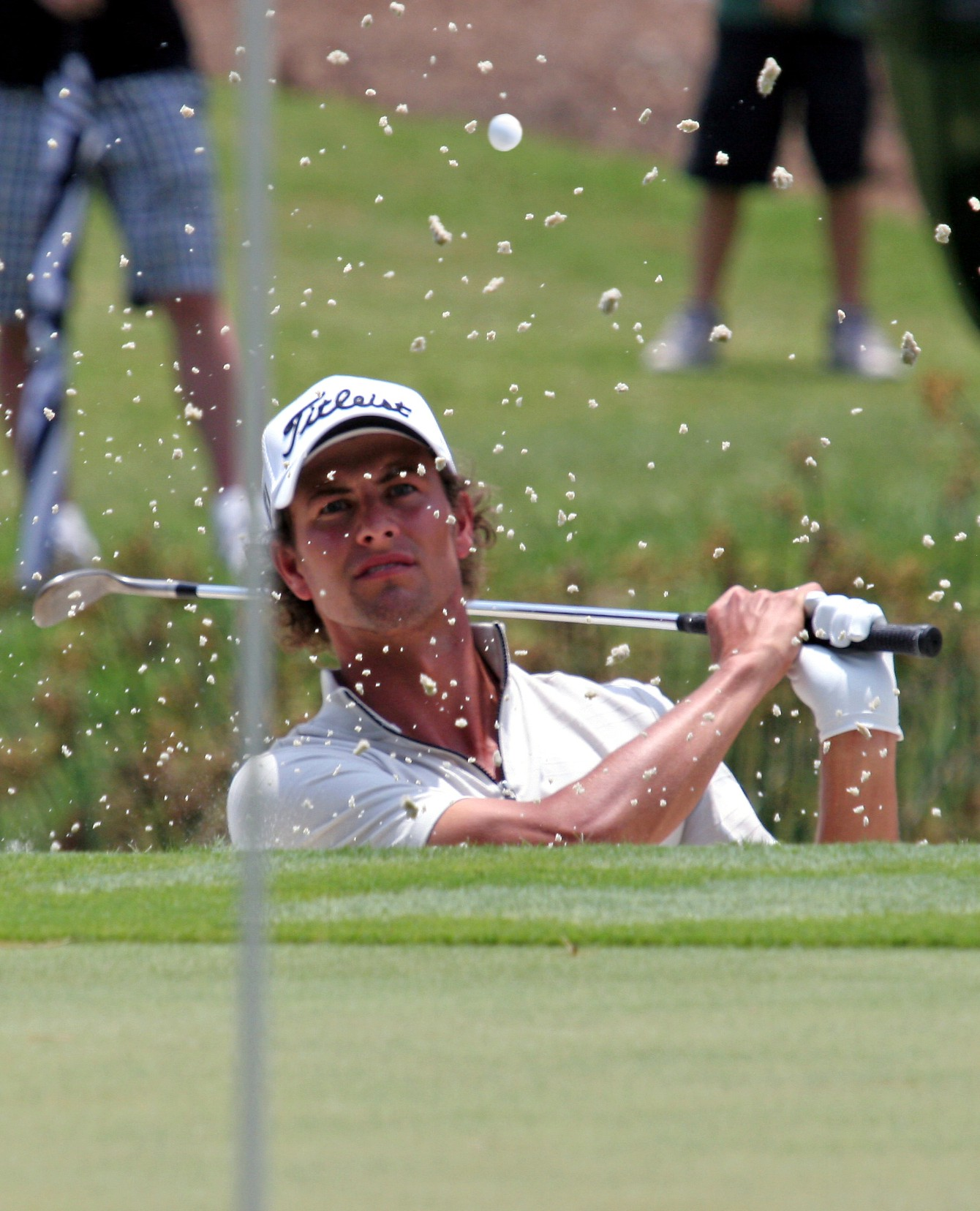
Scott bei den Players Championship 2008

Sein gutes Aussehen und sein Aussie Charme haben zu seiner Popularität in der Turnierszene beigetragen und Scott ist deshalb nicht nur wegen seiner Spielstärke ein begehrtes „Objekt“ aller Veranstalter. Er wird auch zunehmend als Nachfolger der australischen Golflegende Greg Norman angesehen. Umso mehr als Scott im Jahre 2004 den früheren Caddie von Norman, Tony Navarro, verpflichtete. Seit Juli 2011 trägt Steve Williams, der langjährige Caddie von Tiger Woods, das Golfbag von Scott.
Den mit Abstand größten Erfolg seiner Karriere feierte er mit dem Sieg beim Masters 2013 und dem Erreichen des zweiten Platzes in der Weltrangliste. Im November desselben Jahres gewann Scott im Team Australien mit Jason Day den ISPS Handa World Cup of Golf.
Nach einer längeren Verletzungspause von Tiger Woods übernahm Adam Scott im Mai 2014 die Führung in der Weltrangliste. Sein bisher größter Erfolg in der Saison 2014 war ein Sieg beim Crowne Plaza Invitational at Colonial, Ende 2013 siegte er zudem bei den Australian PGA Championship und den Talisker Masters, die zur PGA Tour of Australasia zählen.
Für seine Verdienste im Golfsport wurde er 2022 zum Member des Order of Australia ernannt.

## Profi-Siege (30)

### PGA Tour Siege (14*)
| Legende                      |
| Major-Turniere (1)           |
| World Golf Championships (2) |
| FedEx Cup Playoff-Event (2)  |
| Andere PGA Tour Siege (9)    |

| Nr. | Datum        | Turnier                               | Sieg Score            | Vorsprung | Zweitplatzierte                                        |
| --- | ------------ | ------------------------------------- | --------------------- | --------- | ------------------------------------------------------ |
| 1   | 1 Sep 2003   | Deutsche Bank Championship            | -20 (69-62-67-66=264) | 4 Schläge | Rocco Mediate                                          |
| 2   | 28 Mär 2004  | The Players Championship              | -12 (65-72-69-70=276) | 1 Schlag  | Pádraig Harrington                                     |
| 3   | 27 Jun 2004  | Booz Allen Classic                    | -21 (66-62-67-68=263) | 4 Schläge | Charles Howell III                                     |
| -   | 21 Feb 2005  | Nissan Open*                          | -9 (67-66=133)        | Playoff   | Chad Campbell                                          |
| 4   | 5 Nov 2006   | The Tour Championship                 | -11 (69-67-67-66=269) | 3 Schläge | Jim Furyk                                              |
| 5   | 1 Apr 2007   | Shell Houston Open                    | -17 (69-71-65-66=271) | 3 Schläge | Stuart Appleby, Bubba Watson                           |
| 6   | 27 Apr 2008  | EDS Byron Nelson Championship         | -7 (68-67-67-71=273)  | Playoff   | Ryan Moore                                             |
| 7   | 16. Mai 2010 | Valero Texas Open                     | -14 (71-70-66-67=274) | 1 Schlag  | Fredrik Jacobson                                       |
| 8   | 7 Aug 2011   | WGC-Bridgestone Invitational          | -17 (62-70-66-65=263) | 4 Schläge | Luke Donald, Rickie Fowler                             |
| 9   | 14 Apr 2013  | The Masters                           | -9 (69-72-69-69=279)  | Playoff   | Ángel Cabrera                                          |
| 10  | 25 Aug 2013  | The Barclays                          | -11 (69-66-72-66=273) | 1 Schlag  | Graham DeLaet, Justin Rose, Gary Woodland, Tiger Woods |
| 11  | 25. Mai 2014 | Crowne Plaza Invitational at Colonial | -9 (71-68-66-66=271)  | Playoff   | Jason Dufner                                           |
| 12  | 28 Feb 2016  | The Honda Classic                     | -9 (70-65-66-70=271)  | 1 Schlag  | Sergio García                                          |
| 13  | 6 Mar 2016   | WGC-Cadillac Championship             | -12 (68-66-73-69=276) | 1 Schlag  | Bubba Watson                                           |
| 14  | 16 Feb 2020  | Genesis Invitational                  | -11 (68-66-73-69=273) | 2 Schläge | Scott Brown, Kang Sung-hoon, Matt Kuchar               |

* Hinweis: Die Nissan Open wurden 2005 aufgrund von Regen auf 36 Löcher verkürzt. Scott siegte gegen Chad Campbell auf dem ersten Loch in einem Sudden-Death-Playoff. Wegen der Event-Länge wird der Sieg nicht offiziell anerkannt.
PGA Tour Playoff Bilanz (3–0)
| Nr. | Jahr | Turnier                               | Gegner        | Ergebnis                              |
| --- | ---- | ------------------------------------- | ------------- | ------------------------------------- |
| 1   | 2008 | EDS Byron Nelson Championship         | Ryan Moore    | Sieg mit Birdie am dritten Extra-Loch |
| 2   | 2013 | The Masters                           | Ángel Cabrera | Sieg mit Birdie am zweiten Extra-Loch |
| 2   | 2014 | Crowne Plaza Invitational at Colonial | Jason Dufner  | Sieg mit Birdie am dritten Extra-Loch |

### European Tour Siege (9)
| Legende                        |
| Major-Turniere (1)             |
| World Golf Championships (1)   |
| Andere European Tour Siege (7) |

| Nr. | Datum       | Turnier                                | Sieg Score            | Vorsprung  | Zweitplatzierte                     |
| --- | ----------- | -------------------------------------- | --------------------- | ---------- | ----------------------------------- |
| 1   | 21 Jan 2001 | Alfred Dunhill Championship1           | -21 (67-66-65-69=267) | 1 Schlag   | Justin Rose                         |
| 2   | 17 Mar 2002 | Qatar Masters                          | -19 (67-66-69-67=269) | 6 Schläge  | Jean-François Remésy Nick Dougherty |
| 3   | 25 Aug 2002 | Gleneagles Scottish PGA Championship   | -26 (67-65-67-63=262) | 10 Schläge | Raymond Russell                     |
| 4   | 3 Aug 2003  | Scandic Carlsberg Scandinavian Masters | -11 (70-71-67-69=277) | 2 Schläge  | Nick Dougherty                      |
| 5   | 24 Apr 2005 | Johnnie Walker Classic2                | -18 (63-66-69-72=270) | 3 Schläge  | Retief Goosen                       |
| 6   | 27 Jan 2008 | Commercialbank Qatar Masters           | -20 (69-73-65-61=268) | 3 Schläge  | Henrik Stenson                      |
| 7   | 14 Nov 2010 | Barclays Singapore Open3               | -17 (65-65-69-68=267) | 3 Schläge  | Anders Hansen                       |
| 8   | 7 Aug 2011  | WGC-Bridgestone Invitational           | -17 (62-70-66-65=263) | 4 Schläge  | Luke Donald, Rickie Fowler          |
| 9   | 14 Apr 2013 | The Masters                            | -9 (69-72-69-69=279)  | Playoff    | Ángel Cabrera                       |

1Zählt auch zur Sunshine Tour

2Zählt auch zur Asian und Australasian Tour

3Zählt auch zur Asian Tour

### Asian Tour Siege (4)
| Nr. | Datum       | Turnier                  | Sieg Score            | Vorsprung | Zweitplatzierte |
| --- | ----------- | ------------------------ | --------------------- | --------- | --------------- |
| 1   | 24 Apr 2005 | Johnnie Walker Classic1  | -18 (63-66-69-72=270) | 3 Schläge | Retief Goosen   |
| 2   | 11 Sep 2005 | Singapore Open           | -13 (70-69-67-65=271) | 7 Schläge | Lee Westwood    |
| 3   | 11 Sep 2006 | Singapore Open*          | -8 (70-69-66=205)     | Playoff   | Ernie Els       |
| 4   | 14 Nov 2010 | Barclays Singapore Open2 | -17 (65-65-69-68=267) | 3 Schläge | Anders Hansen   |

* Hinweis: Die Singapore Open wurden 2006 aufgrund schlechten Wetters auf 54 Löcher verkürzt. Scott besiegte Ernie Els mit 2 Schlägen in einem 3-Loch-Playoff.
1Zählt auch zur European und Australasian Tour

2Zählt auch zur European Tour

### Sunshine Tour Siege (1)
| Nr. | Datum       | Turnier                      | Sieg Score            | Vorsprung | Zweitplatzierte |
| --- | ----------- | ---------------------------- | --------------------- | --------- | --------------- |
| 1   | 21 Jan 2001 | Alfred Dunhill Championship1 | −21 (67-66-65-69=267) | 1 Schlag  | Justin Rose     |

1Zählt auch zur European Tour

### PGA Tour of Australasia Siege (5)
| Nr. | Datum       | Turnier                     | Sieg Score            | Vorsprung | Zweitplatzierte                           |
| --- | ----------- | --------------------------- | --------------------- | --------- | ----------------------------------------- |
| 1   | 24 Apr 2005 | Johnnie Walker Classic1     | -18 (63-66-69-72=270) | 3 Schläge | Retief Goosen                             |
| 2   | 6 Dec 2009  | Australian Open             | -15 (68-66-67-72=273) | 5 Schläge | Stuart Appleby                            |
| 3   | 18 Nov 2012 | Talisker Masters            | -17 (67-70-67-67=271) | 4 Schläge | Ian Poulter                               |
| 4   | 10 Nov 2013 | Australian PGA Championship | -14 (65-67-71-67=270) | 4 Schläge | Rickie Fowler, Cameron Percy, Jack Wilson |
| 5   | 17 Nov 2013 | Talisker Masters            | -14 (67-66-66-71=270) | 2 Schläge | Matt Kuchar                               |

1Zählt auch zur European und Australasian Tour

### Andere Turniersiege (2)
- 2013 (2) PGA Grand Slam of Golf (Vereinigte Staaten – zählt nicht zur offiziellen Geldrangliste), ISPS Handa World Cup of Golf (im Team mit Jason Day)

## Resultate bei Major Championships
| Turnier               | 2000 | 2001 | 2002 | 2003 | 2004 | 2005 | 2006 | 2007 | 2008 | 2009 | 2010 | 2011 | 2012 | 2013 | 2014 | 2015 | 2016 | 2017 | 2018 |
| --------------------- | ---- | ---- | ---- | ---- | ---- | ---- | ---- | ---- | ---- | ---- | ---- | ---- | ---- | ---- | ---- | ---- | ---- | ---- | ---- |
| The Masters           | DNP  | DNP  | T9   | T23  | CUT  | T33  | T27  | T27  | T25  | CUT  | T18  | T2   | T8   | 1    | T14  | T38  | T42  | T9   | T32  |
| US Open               | DNP  | DNP  | CUT  | CUT  | CUT  | T28  | T21  | CUT  | T26  | T36  | CUT  | CUT  | T15  | T45  | T9   | T4   | T18  | CUT  | CUT  |
| The Open Championship | CUT  | T47  | CUT  | CUT  | T42  | T34  | T8   | T27  | T16  | CUT  | T27  | T25  | 2    | T3   | T5   | T10  | T43  | T22  | T17  |
| PGA Championship      | DNP  | CUT  | T23  | T23  | T9   | T40  | T3   | T12  | CUT  | CUT  | T39  | 7    | T11  | T5   | T15  | CUT  | T18  | T61  | 3    |

| Turnier               | 2019 | 2020 | 2021 | 2022 | 2023 | 2024 | 2025 |
| --------------------- | ---- | ---- | ---- | ---- | ---- | ---- | ---- |
| The Masters           | T18  | T34  | 54   | T48  | T39  | T22  | CUT  |
| PGA Championship      | T8   | T22  | CUT  | CUT  | T29  | CUT  | T19  |
| US Open               | T7   | T38  | T35  | T14  | CUT  | T32  | T12  |
| The Open Championship | CUT  | KT   | T46  | T15  | T33  | T10  | CUT  |

LA= Bester Amateur

DNP = nicht teilgenommen

CUT = Cut nicht geschafft

„T“ geteilte Platzierung

KT = Kein Turnier (Ausfall wegen Covid-19)

Grüner Hintergrund für Sieg

Gelber Hintergrund für Top 10.

## Teilnahme bei Teambewerben
- Presidents Cup: 2003 (remis), 2005, 2007, 2009, 2011, 2013
- World Cup: 2002, 2013 (Teamsieger), 2016